# Loice Chekwemoi
Loice Chekwemoi (12 dicembre 2006) è un'ostacolista ugandese che ha vinto la medaglia d'oro ai campionati africani 2024 nei 3000 metri siepi.

## Progressione

### 3000 metri siepi
| Stagione | Misura   | Luogo   | Data      | Rank. Mond. |
| -------- | -------- | ------- | --------- | ----------- |
| 2024     | 9'18"34  | Lima    | 29-8-2024 |             |
| 2023     | 10'08"19 | Nairobi | 25-2-2023 |             |
| 2022     | 10'07"79 | Cali    | 4-8-2022  |             |
| 2021     | 10'44"02 | Kampala | 24-4-2021 |             |

## Palmarès
| Anno                           | Manifestazione          | Sede     | Evento       | Risultato | Prestazione | Note  |
| ------------------------------ | ----------------------- | -------- | ------------ | --------- | ----------- | ----- |
| In rappresentanza dell' Uganda |                         |          |              |           |             |       |
| 2022                           | Mondiali U20            | Cali     | 3000 m siepi | 6ª        | 10'07"79    | [ 1 ] |
| 2023                           | Campionati africani U18 | Ndola    | 2000 m siepi | 5ª        | 6'31"12     |       |
| 2024                           | Mondiali cross          | Belgrado | Corsa senior | 9ª        | 32'24"      | [ 2 ] |
| 2024                           | Mondiali cross          | Belgrado | A squadre    | Bronzo    | 44 pt.      | [ 3 ] |
| 2024                           | Campionati africani     | Douala   | 3000 m piani | Oro       | 9'24"47     | [ 4 ] |
| 2024                           | Mondiali U20            | Lima     | 3000 m siepi | Argento   | 9'18"84     | [ 5 ] |

## Campionati nazionali
- 1 volta campionessa nazionale ugandese dei 3000 metri siepi (2022)

2022
- Oro ai campionati ugandesi (Kampala), 3000 metri siepi - 10'19"82

2024
- Bronzo ai campionati ugandesi di corsa campestre (Tororo), 10 km - 33'52"

## Altre competizioni internazionali
2023
- Oro alle Gymnasiadi ( Caen), 2000 m siepi - 6'36"62
- 7ª alle Gymnasiadi ( Caen), 1500 m piani - 4'33"76

2024
- Oro al The Great Chepsaita Cross Country ( Eldoret), corsa campestre - 34'32"